# Nock-Gewehr
Das Nock-Gewehr war ein handgeführtes Salvengewehr mit Schwarzpulverladungen, das 1779 vom britischen Konstrukteur James Wilson konstruiert und vom Londoner Büchsenmacher Henry Nock hergestellt wurde. Nach Henry Nock wurde die Schusswaffe benannt.

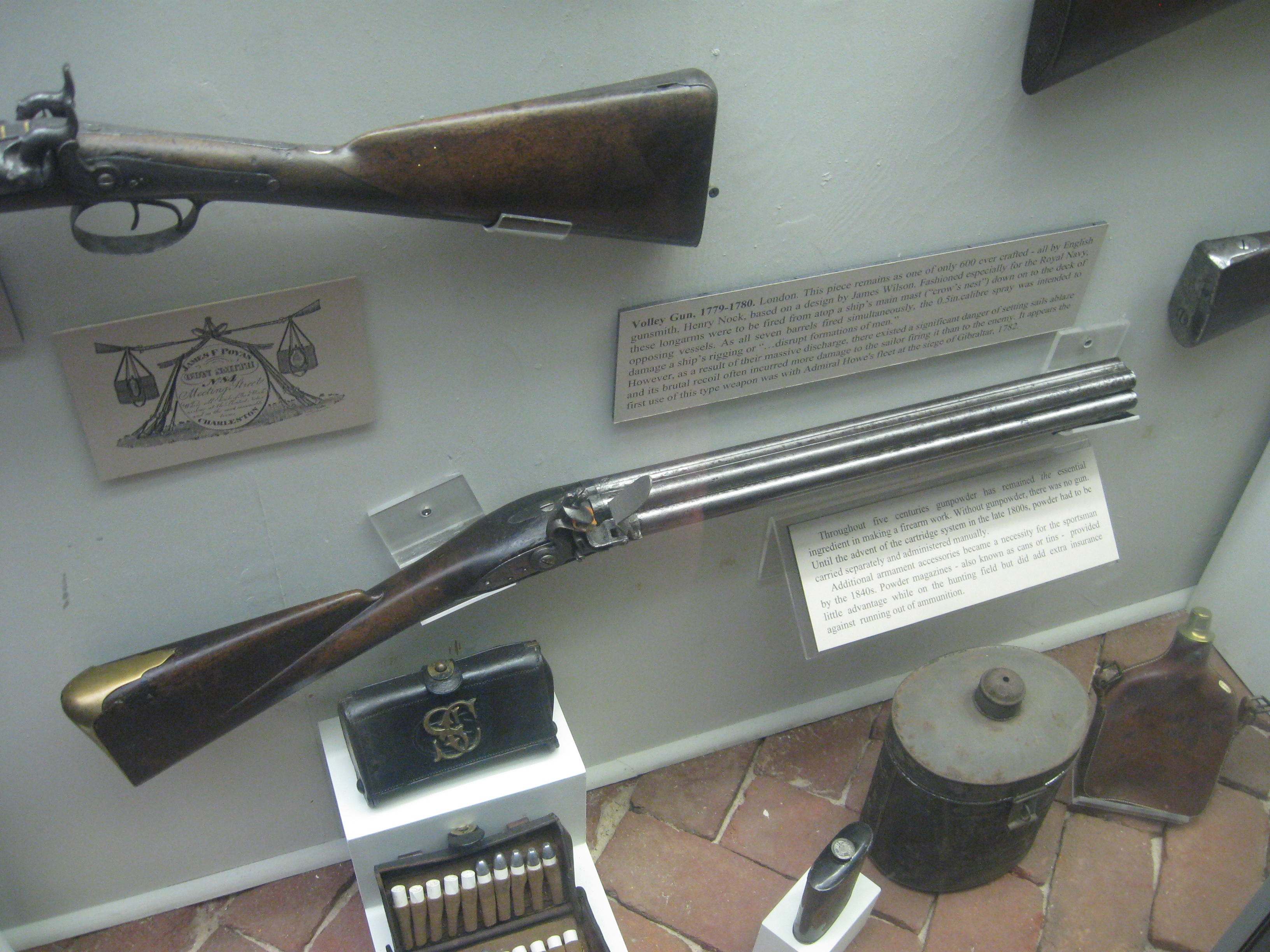
Nock-Gewehr im Charleston Museum. Dieser Typ wurde 1779 bis 1780 für die Royal Navy produziert.

## Geschichte
1779 stellte James Willson, ein Captain der Royal Marines, ein siebenläufiges Salvengewehr dem Board of Ordnance vor. Willson’s Konzept war nicht neu, vergleichbare Waffen gab es schon 300 Jahre früher, deswegen patentierte er es nicht. Sein Anteil war es das Konzept mit dem damaligen Stand der Technik neu aufzulegen und eine gebrauchstaugliche Waffe daraus zu machen.
Die ersten Versuche fanden am 29. Juli 1779 im Royal Arsenal statt. Das Bord of Ordnance war dem Gewehr gegenüber positiv eingestellt, jedoch nicht für den Einsatz auf dem Land, sondern auf Kriegsschiffen, vom Mars aus. Der Büchsenmacher Henry Nock bekam den Auftrag zwei weitere Exemplare herzustellen. Da er diesen Auftrag bekommen hatte und bisher für das Bord of Ordnance nur Bajonette und Waffenschlösser geliefert hat, geht man davon aus, dass er auch den Prototyp hergestellt hat. Die Läufe des Prototyps und der zwei weiterer Gewehre waren gezogen, der alle weiteren Gewehre hatten einen glatten Lauf. Wahrscheinlich hatte das Bord of Ordnance und die Admiralität weitere Schießversuche unternommen und die Spezifikationen geändert. Nock bekam einen Auftrag für weitere 20 Gewehre.
Willson wollte gerne auch bei weiteren Versuchen involviert bleiben, doch er wurde am 23. Mai 1780 mit 400 Pfund Sterling ausgezahlt und war fortan nicht mehr an dem Gewehr beteiligt; dieses wurde deshalb nach dem Hersteller als Nock-Gewehr bekannt. Am 31. Januar 1781 lieferte Nock die letzten Gewehre des nächsten Auftrags von 547 Stück aus. Danach gab es noch einen kleinen Auftrag über sechs Stück im Jahre 1784 und über 100 im April 1788.
Eine unbekannte, wohl geringe, Anzahl verkaufte Nock zusätzlich an Zivilisten als Sportgewehr, von 1789 bis zu seinem Tod im Jahre 1804. Diese hatten zumindest zum Teil wieder gezogene Läufe. Ähnliche siebenläufige Gewehre wurden auch nach 1804 von einigen Londoner Büchsenmachern angeboten.
Die von der Royal Navy gekauften Nock-Gewehre sollten gegen gegnerische Entertruppen eingesetzt werden. Der Schütze eines Nock-Gewehres riskierte aufgrund der enormen Rückstoßkraft der sieben gleichzeitig abgefeuerten Läufe durchaus eine gebrochene Schulter, während die Offiziere zudem Bedenken hatten, die Waffen während des Gefechts einzusetzen, da die Funken der Waffen die Takelagen und Segel in Brand setzen könnten. Eine geringere Pulverladung schwächte den Rückstoß etwas ab, jedoch war die Waffe nach wie vor unbeliebt und wurde kaum benutzt.
Auf Grundlage des Salvengewehrs baute Nock einen Karabiner mit drehbarem 6-Laufbündel, praktisch einen großen Bündelrevolver.

## Technik
Das Nock-Gewehr bestand aus sieben hartverlöteten Gewehrläufen, von denen die sechs außen liegenden am hinteren Ende durch jeweils eine kleine Bohrung mit dem innen liegenden mittleren Lauf verbunden waren. Die Waffe wurde über eines der außen liegenden Rohre mit einem gewöhnlichen Steinschloss-Mechanismus und einer Zündpfanne abgefeuert, was wiederum über die Bohrungen zu den anderen Läufen auch deren Treibladungen zündete. Somit wurden mehr oder weniger gleichzeitig alle sieben Ladungen abgefeuert. Die ersten Modelle wiesen gezogene Gewehrläufe auf, waren damit aber sehr umständlich zu laden. Spätere Modelle wurden deshalb zumeist mit glatten Läufen gefertigt; dies kam zwar der Ladegeschwindigkeit zugute, dafür verschlechterten sich aber Treffgenauigkeit und Schussweite der Waffen. Das Gewehr maß 939,8 Millimeter und besaß 508 Millimeter lange Läufe mit einem Kaliber von 0,52 Zoll (13,2 Millimeter). Die von der britischen Royal Navy eingesetzten Exemplare wurden bis 1804 ausgemustert.

## Museale Rezeption

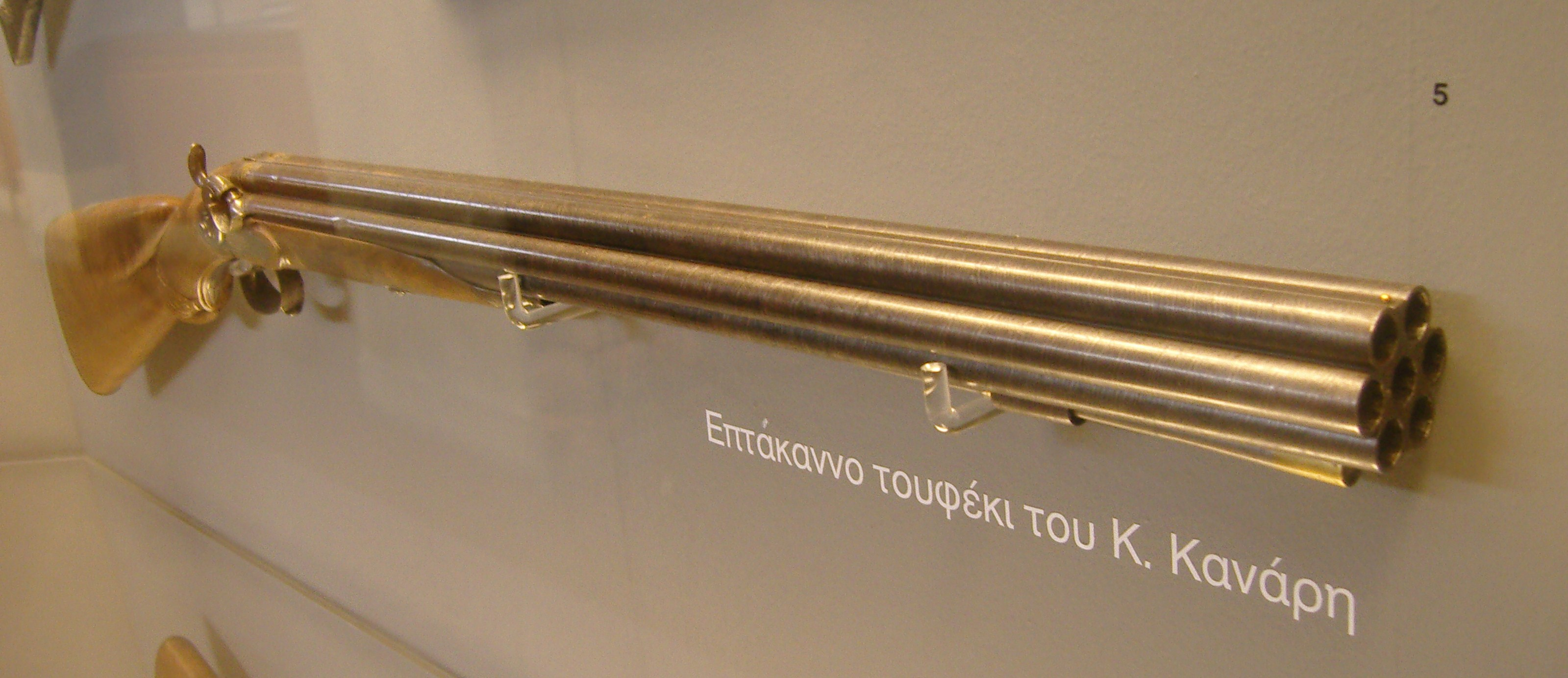
Siebenläufiger Vorderlader von Konstantinos Kanaris

Ein Nock-Gewehr findet sich im Charleston Museum in Charleston (South Carolina). Das Exemplar der Royal Collection ist an die Royal Armouries in Leeds ausgeliehen.
Ein weiteres, technisch ähnliches Gewehr findet sich im Nationalen Historischen Museum Athen. Dieses Ausstellungsstück wird dem griechischen Admiral Konstantinos Kanaris zugeschrieben; seine technische Zuordnung als Nock-Gewehr ist aufgrund des Perkussionsschlosses unbelegt.

## Mediale Rezeption
Obwohl die Waffe kaum praktisch genutzt wurde, wird sie als ungewöhnliche Waffe gerne in Filmen dargestellt. Im Film Alamo von 1960 wird sie unrealistisch in den Händen von James Bowie dargestellt. Es gibt keine historischen Hinweise, dass Bowie diese Waffe besessen hatte. Eine realistischere Darstellung bietet die britische Serie Die Scharfschützen, in welchem das Gewehr von dem Charakter Sergeant Patrick Harper benutzt wird.